# 総短艇
総短艇（そうたんてい）とは、海軍兵学校で行われていた短艇（カッターボート）を用いた競技である。現在では海上自衛隊幹部候補生学校や防衛大学校の海上要員の定期訓練期間において訓練の一環として行われている。
そもそも予期せぬ戦闘に対応することを想定した競技であるため、通常は予告無く開始される。「総短艇用意」の号令により競技開始が命令されたなら、競技者はいかなる作業を行っていてもそれを中断して短艇の所へ行かなければならない。短艇の準備から規定コースを撓漕終了までで順位を決めるため、ほとんどの場合、短艇をダビット（短艇を格納する器具、通常、短艇は水上に浮かべた状態ではなくダビットに吊り下げた状態で格納されている。）から降下させた時点で勝敗が決まる。「戦闘での失敗はたとえわずかなものであっても命取りである」という考えから、わずかな違反行為でも即失格とする厳格な規則を採用している。
かつては時間を選ばず行われていたが、近年は起床後や昼休み、もしくは「別課」と呼ばれる時間に行われる傾向にある。また、金曜日の外出点検時や、入隊予定者見学のような広報実施時に行われることもある。